# Bezetha
Bezetha of de (historische) Nieuwe stad is het historische noordelijke stadsdeel van de Oude Stad van Jeruzalem. Gedeeltelijk is ze gelegen binnen de huidige 16e-eeuwse Intra muros van de stad, die in de zestiende eeuw werd aangelegd door de Ottomaanse sultan Süleyman de prachtlievende en anderzijds buiten de historische ommuring. Het Nieuwe stadhuis van Jeruzalem in het huidige historische West-Jeruzalem zou er qua locatie bijvoorbeeld, indien ze nog zou bestaan ook in hebben gelegen. Net als het Tuingraf, het Russisch erf en waarschijnlijk ook het Rockefeller Archeologisch Museum. Bij het Russisch erf en bij de aanleg van de Sneltram van Jeruzalem zijn er bij een Archeologische opgraving muurresten van de Derde muur van Jeruzalem gevonden. . Deze muur omringde de Nieuwe stad. De naam Bezetha verwijst naar de gelijknamige berg die in deze wijk gelegen was. Met de wijk werd begonnen vanaf de jaren 40 van de eerste eeuw, de ommuring was echter pas in de jaren 60 daarvan voltooid. Koning Herodes Agrippa I begon ermee, zijn zoon Koning Herodes Agrippa II voltooide waarmee zijn vader begonnen was.

## Ligging
Aan de zuidelijke kant werd deze wijk begrenst door de noordzijde van de Via Dolorosa en maakte de huidige Damascuspoort er deel vanuit. Het fort Antonia lag er dus net buiten. De Vijvers van Bethesda en de huidige Heroduspoort waren er wel in gelegen, net als de historische Schapenmarkt (rondom de huidige Leeuwenpoort, ook wel Schapenpoort of Sint-Stephanuspoort genoemd) en Houtmarkt. Het zuidelijke gedeelte van de historische Nieuwe stad maakt tegenwoordig onderdeel uit van de Islamitische wijk. De wijk ten noorden van de huidige Oude stad die deel uit maakte van Bezetha en gelegen is in het historische Oost-Jeruzalem, wordt in het Arabisch: Bab al-Zahara genoemd. Deze naam verwijst naar de huidige Heroduspoort. Aan de zuidoostkant werd de wijk begrenst door de Kidronvallei. In het midden rondom een aantal marktpleinen werd ze door de Tweede muur van Jeruzalem begrenst. Aan de westkant lag ze gedeeltelijk in de Christelijke wijk en gedeeltelijk in de huidige Nieuwe stad van Jeruzalem, buiten de ommuurde stad. In het noorden is de grens nog niet helemaal duidelijk, omdat er maar gedeeltelijk archeologische opgravingen in dit gebied zijn verricht en het een drukke bevolkingsdichtheid heeft.

## Afbeeldingen

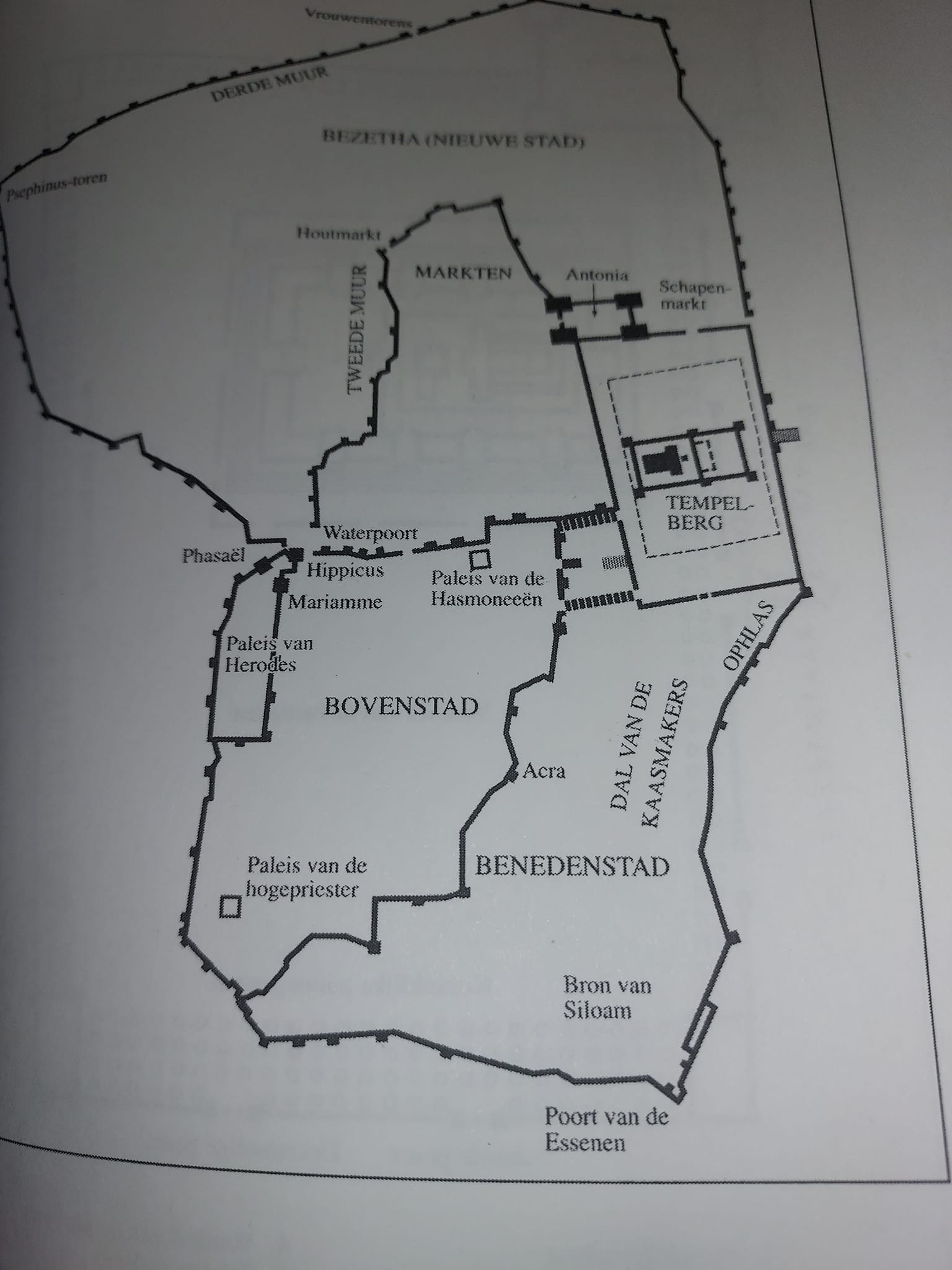
Kaart van heel Jeruzalem in het jaar 70, dus incl. de wijk Bezetha
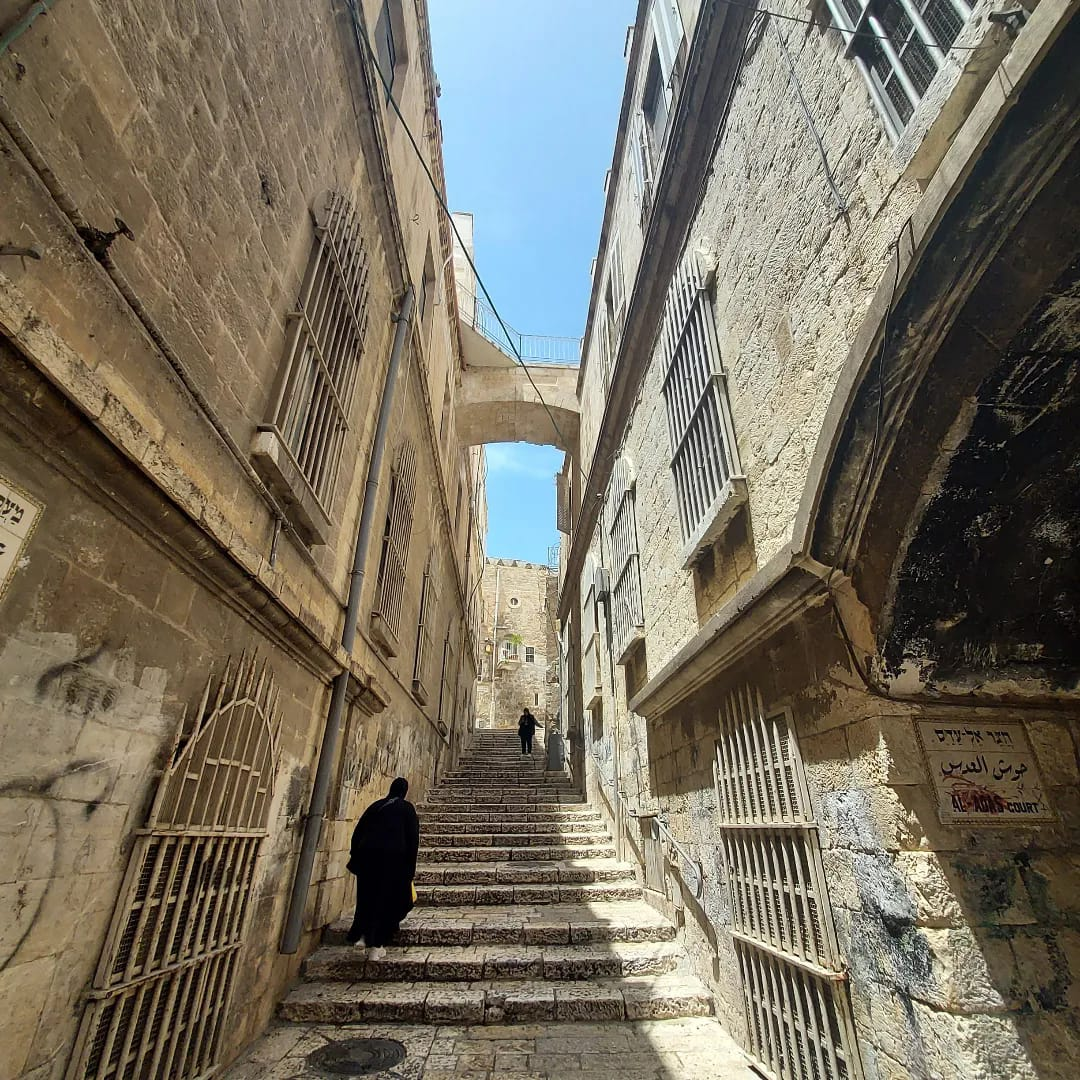
Islamitische wijk als onderdeel van Bezetha
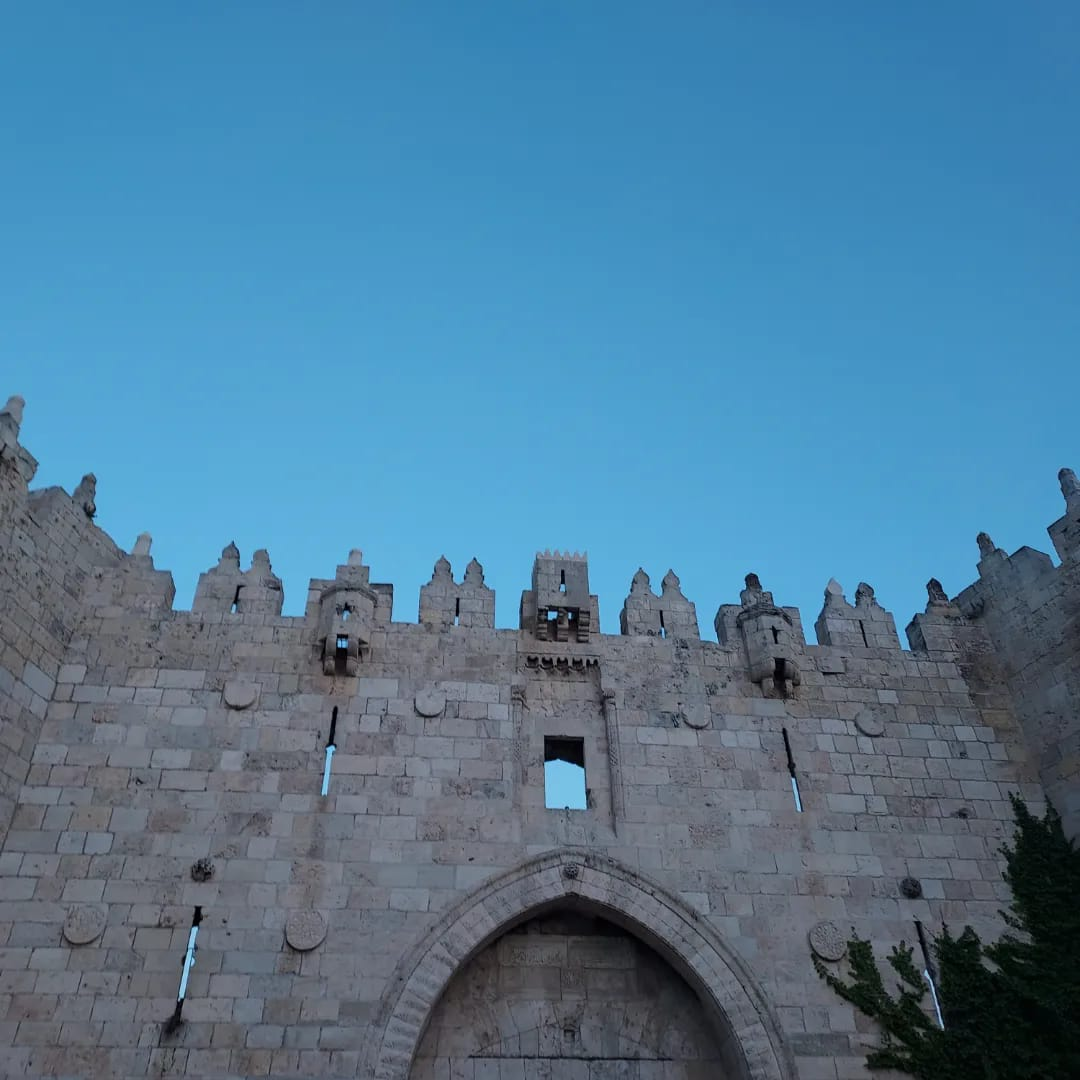
Damascuspoort als onderdeel Bezetha
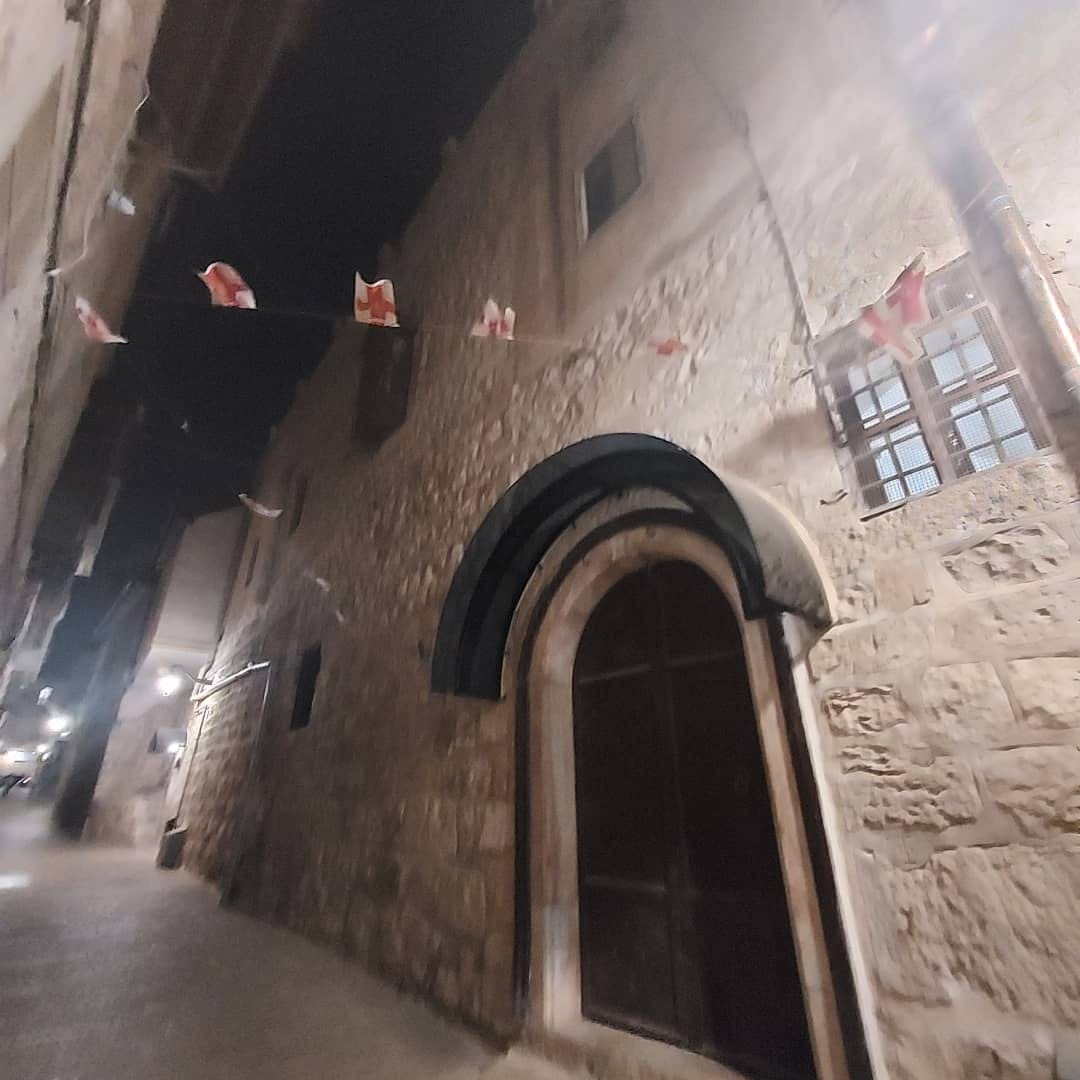
Christelijke wijk als onderdeel van Bezetha
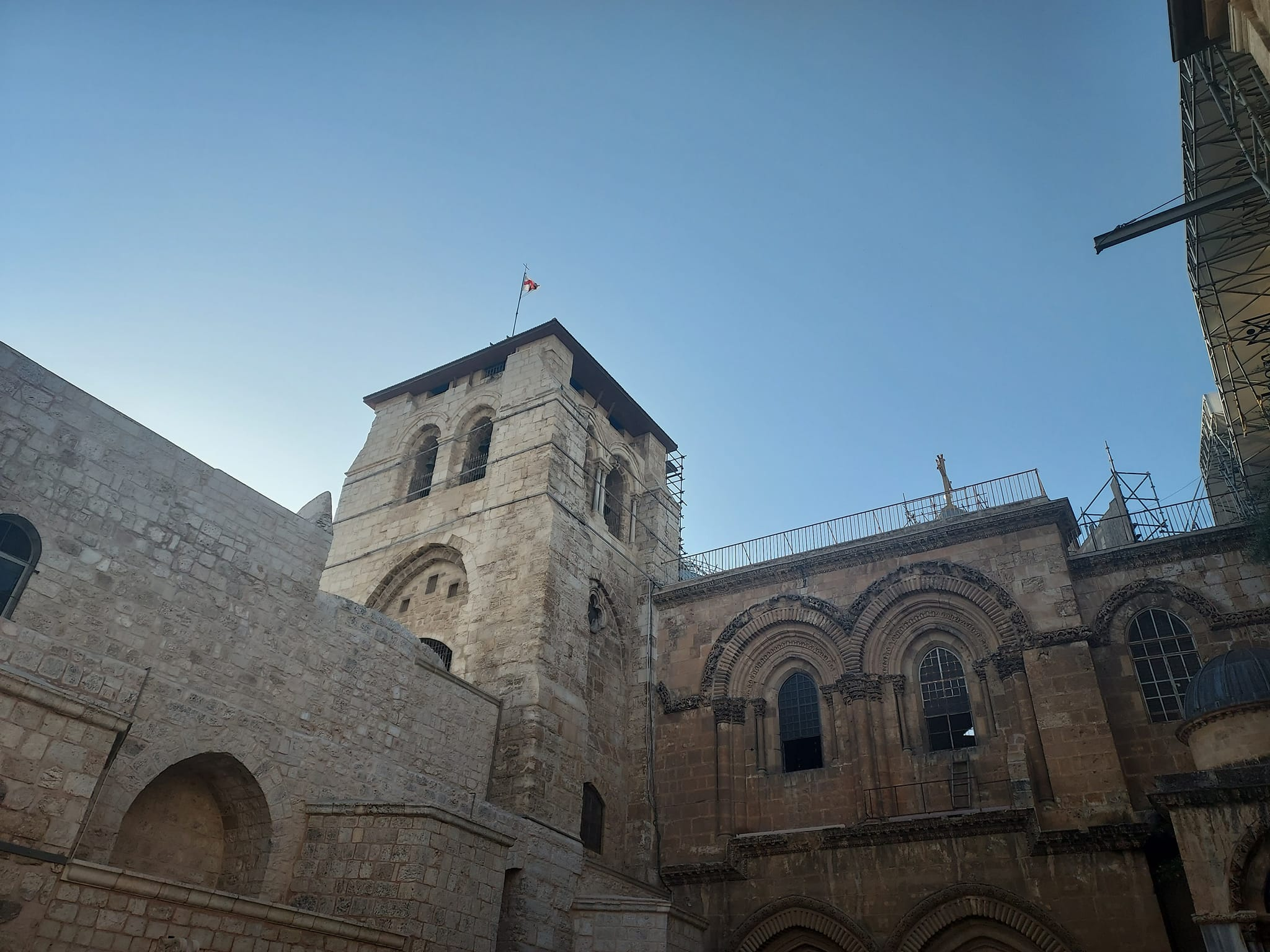
Heilige graf kerk als onderdeel van Bezetha
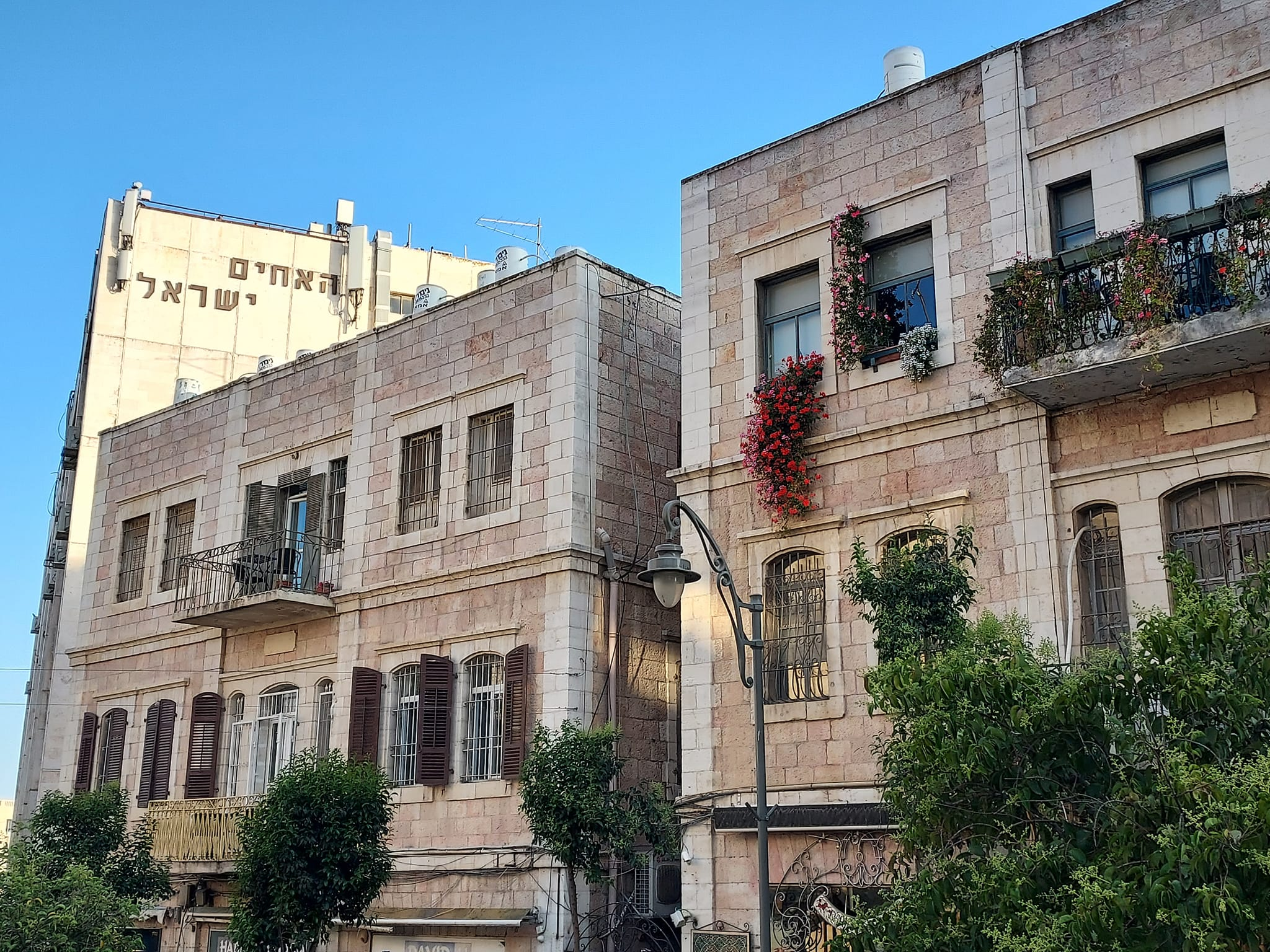
Huizen in het moderne centrum van Jeruzalem als onderdeel van Bezetha
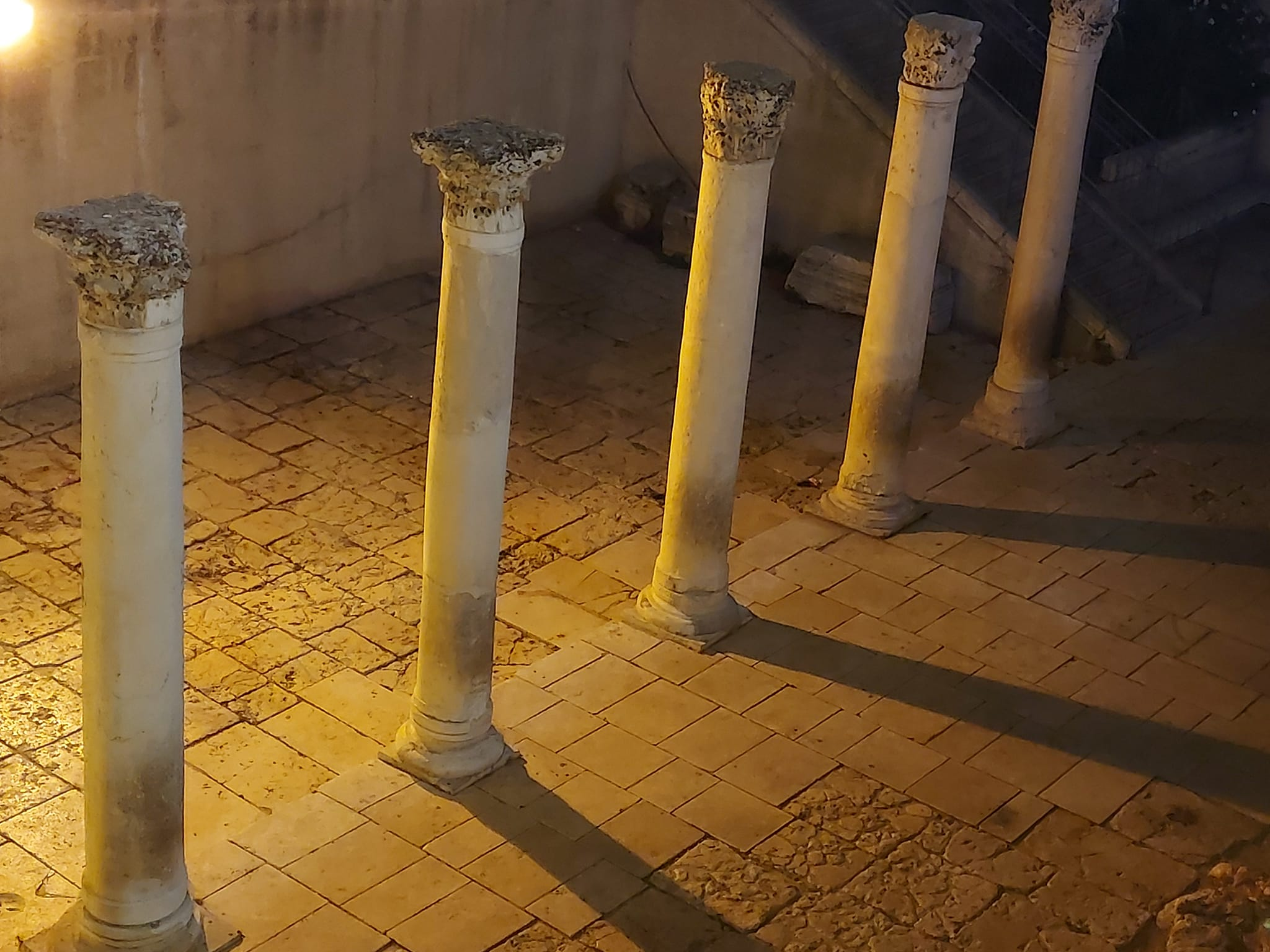
Het Cardo in Jeruzalem als voorbeeld voor de vele markten in Bezetha in de romeinse stad
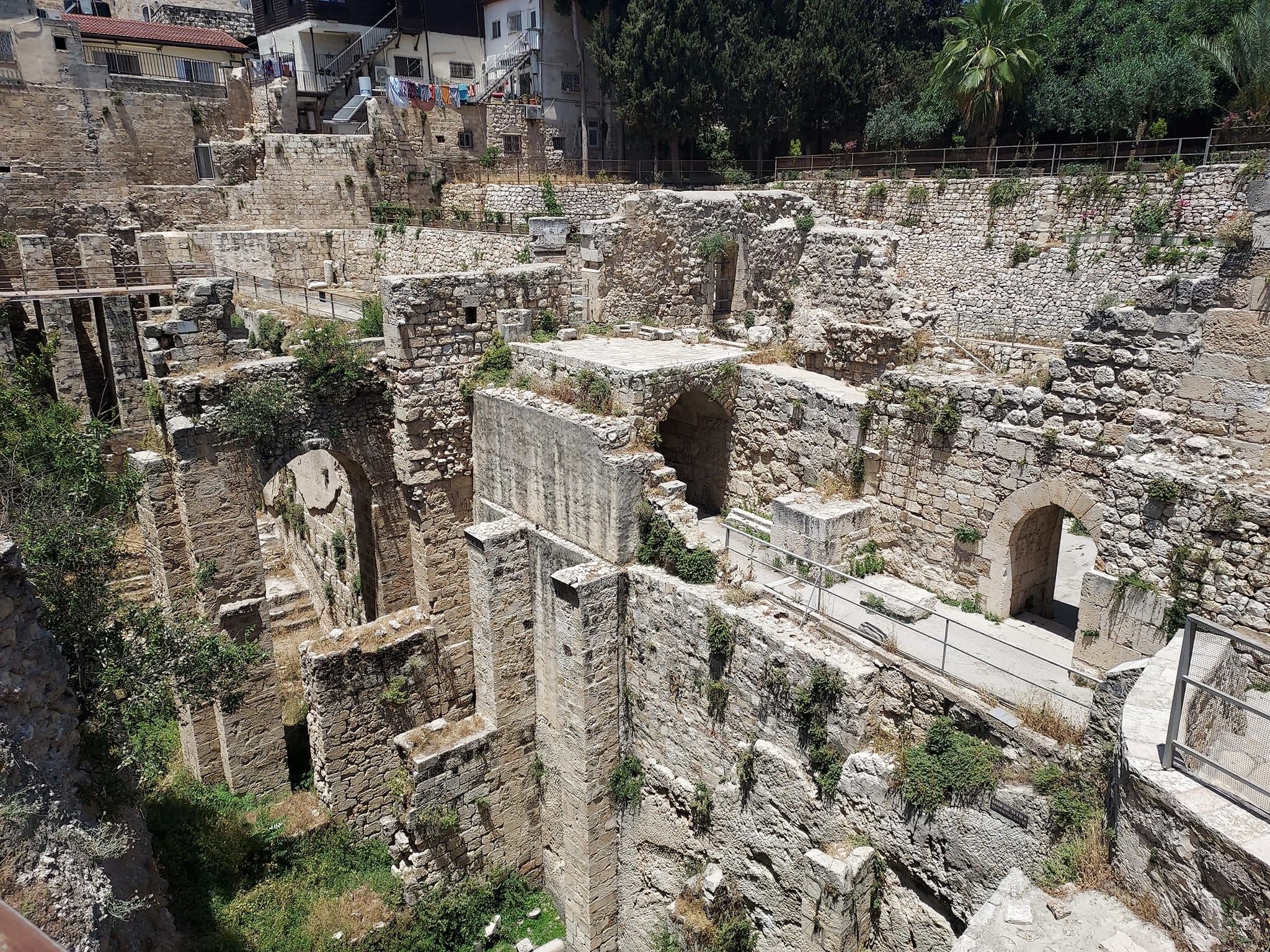
De vijvers van Bathesda als onderdeel van de wijk Bezetha